# ستوژر
ستوژر (به بلغاری: Stozher) یک منطقهٔ مسکونی در بلغارستان است که در شهرستان دوبریچکا واقع شده‌است.